# Аббасбейли, Нигяр Хельми
Нигяр Хельми Аббасбейли (азерб. Nigar Helmi Abbasbəyli; род. 21 февраля 1975, Баку) — азербайджанская художница. Член Союза художников Азербайджана, член Международной ассоциации искусств IAA/AIAP ЮНЕСКО. Основатель и креативный директор ГК МИРАС.

## Биография
Нигяр Хельми Аббасбейли родилась 21 февраля 1975 года в Баку. В 1992 году окончила художественное училище. В 1998 году окончила Университет Хазар, филология английского языка и переводческий и международная журналистика. В 2007 году окончила Бакинский государственный университет, юриспруденция.

## Карьера
Последние работы Нигяр Хельми посвящены Карабаху.
Некоторые работы, как «Мечеть Говхар Аги», «Руины дома Бюльбюля», «Руины дворца Панах-али хана», «Дворец Варезгун», были представлены на выставке «Art3f Monaco International Contemporary Exhibition», организованной Ассоциацией современных турецких художников в Париже, а также на выставках «ART EXPO NEW YORK». «Art Exhibition».

## Выставки
- Персональная выставка «Наследие Родины» (Баку, 29 июня — 05 июля 2021)
- Международный салон современного искусства «Art3f» (Монако, 27-29 августа 2021)
- Карусель дю Лувр (Париж, 22-24 октября 2021)
- Персональная выставка «Наследие Карабаха» (Культурный центр Ататюрка, Стамбул 9-22 мая 2022)[12]
- Нью-Йоркская художественная выставка (27-30 октября 2022)